# Distretto di Piešťany
Il distretto di Piešťany (in slovacco: okres Piešťany) è un distretto della regione di Trnava, nella Slovacchia occidentale.
Fino al 1918, il distretto faceva parte del comitato di Nyitra.

## Geografia antropica
Il distretto è composto da 2 città e 25 comuni:

### Città
- Piešťany
- Vrbové

### Comuni
- Banka
- Bašovce
- Borovce
- Chtelnica
- Dolný Lopašov
- Drahovce
- Dubovany
- Ducové
- Hubina

- Kočín-Lančár
- Krakovany
- Moravany nad Váhom
- Nižná
- Ostrov
- Pečeňady
- Prašník
- Rakovice

- Ratnovce
- Sokolovce
- Šípkové
- Šterusy
- Trebatice
- Veľké Kostoľany
- Veľké Orvište
- Veselé